# نورالدین الشرادی
نورالدین الشرادی (انگلیسی: Noureddine Cherradi)  بازیکن بسکتبال اهل مراکش است. وی عضو تیم ملی بسکتبال مراکش در بازی‌های المپیک تابستانی ۱۹۶۸ بوده‌است.